# Lijst van wegen in Azerbeidzjan
Dit is een lijst van wegen in Azerbeidzjan. 

## Hoofdwegen
| Schild | Nummer | Route                                                                                  | Lengte | Internationale nummers |
| ------ | ------ | -------------------------------------------------------------------------------------- | ------ | ---------------------- |
| M1     | M1     | Bakoe - Abşeron - Sumqayıt - Xızı - Siyəzən - Dəvəçi - Quba - Qusar - Xaçmaz - Rusland | 208 km |                        |
| M2     | M2     | Bakoe - Tovuz - Georgië                                                                | 503 km |                        |
| M3     | M3     | Ələt - Salyan - Lənkəran - Astara - Iran (Astara)                                      | 243 km |                        |
| M4     | M4     | Bakoe - Şamaxı - Ağsu - Göyçay - Ağdaş                                                 | 280 km |                        |
| M5     | M5     | Yevlax - Şəki - Zaqatala - Balakən                                                     | 164 km |                        |
| M6     | M6     | Qazıməmmə - Şirvan - Bahramtepe - Horadiz - Zəngilan - Armenië (gesloten)              | 286 km |                        |
| M7     | M7     | Nachitsjevan - Babək - Kəngərli - Şərur - Sədərək - Turkije                            | 087 km |                        |
| M8     | M8     | Culfa - Ordubad - Armenië (gesloten)                                                   | 100 km |                        |

## Lokale wegen
| Schild | Nummer | Route                                          | Lengte |
| ------ | ------ | ---------------------------------------------- | ------ |
| R1     | R1     | Qəndob – Xaçmaz – Xudat – Yalama – Rusland     | 088 km |
| R2     | R2     | Giləzi – Xızı                                  | 031 km |
| R3     | R3     | Quba – Qusar                                   | 012 km |
| R4     | R4     | Quba – Xaçmaz                                  | 022 km |
| R5     | R5     | Qusar – Xudat                                  | 029 km |
| R6     | R6     | H.Z. Tağıyev – Sahil                           | 040 km |
| R7     | R7     | Hacı Zeynalabdin – Sumqayıt                    | 018 km |
| R8     | R8     | Muğanlı – İsmayıllı                            | 040 km |
| R9     | R9     | Qaraməryəm – İsmayıllı – Şəki – Oğuz           | 158 km |
| R10    | R10    | Qaraməryəm – Müsüslü                           | 022 km |
| R11    | R11    | Ağsu – Kürdəmir – İmişli – Bəhramtəpə          | 113 km |
| R12    | R12    | Göyçay – Bərgüşad                              | 018 km |
| R13    | R13    | Göyçay – Ucar                                  | 020 km |
| R14    | R14    | Ağdaş – Ləki                                   | 010 km |
| R15    | R15    | Ağdaş – Zarağan                                | 045 km |
| R16    | R16    | Qorağan – Qax – Zaqatala                       | 043 km |
| R17    | R17    | Xaldan – Mingəçevir                            | 013 km |
| R18    | R18    | Mingəçevir – Stansiya Mingəçevir – Bəhramtəpə  | 166 km |
| R19    | R19    | Gəncə – Kəlbəcər – Laçın                       | 200 km |
| R20    | R20    | Gəncə – Daşkəsən                               | 038 km |
| R21    | R21    | Gəncə – Samux                                  | 008 km |
| R22    | R22    | Şəmkir – Gədəbəy                               | 045 km |
| R23    | R23    | Qazax – Uzuntala – Armenië (gesloten)          | 014 km |
| R24    | R24    | Ağstafa – Poylu – Georgië                      | 054 km |
| R25    | R25    | Goranboy – Naftalan                            | 018 km |
| R26    | R26    | Goranboy – Tərtər                              | 035 km |
| R27    | R27    | Tərtər – Hindarx                               | 041 km |
| R28    | R28    | Yevlax – Xocalı – Laçın – Xankəndi – Şuşa      | 154 km |
| R29    | R29    | Bərdə – İstisu – Kəlbəcər                      | 164 km |
| R30    | R30    | Xankəndi – Xocavənd                            | 042 km |
| R31    | R31    | Şuşa – Füzuli                                  | 053 km |
| R32    | R32    | Ucar – Zərdab – Ağcabədi                       | 076 km |
| R33    | R33    | Ağdam – Hindarx – Ağcabədi                     | 048 km |
| R34    | R34    | Ağdam – Ağdərə                                 | 026 km |
| R35    | R35    | Ağdam – Füzuli – Horadiz – Xocavənd            | 094 km |
| R36    | R36    | Laçın – Həkəri                                 | 083 km |
| R37    | R37    | Laçın – Zabux – Armenië (gesloten)             | 023 km |
| R38    | R38    | Qubadlı – Xanlıq                               | 016 km |
| R39    | R39    | Həkəri – Zəngilan                              | 023 km |
| R40    | R40    | Füzuli – Cəbrayıl – Mahmudlu                   | 046 km |
| R41    | R41    | Yuxarı Qarabağ Kanalı – Beyləqan – Daşburun    | 032 km |
| R42    | R42    | Bəhramtəpə – Biləsuvar                         | 062 km |
| R43    | R43    | Biləsuvar – Iran                               | 019 km |
| R44    | R44    | Hacıqabul – Şirvan                             | 011 km |
| R45    | R45    | Şirvan – Noxudlu – Salyan                      | 043 km |
| R46    | R46    | Salyan – Neftçala                              | 040 km |
| R47    | R47    | Masallı – Yardımlı                             | 053 km |
| R48    | R48    | Lənkəran – Lerik                               | 055 km |
| R49    | R49    | Nachitsjevan – Şahbuz – Armenië (gesloten)     | 065 km |
| R50    | R50    | M2 (371 km) – Internationale Luchthaven Gandja | 011 km |
| R51    | R51    | M2 (336 km) – Gandja                           | 008 km |
| R52    | R52    | M2 (317 km) – Treinstation Kürəkçay            | 005 km |
| R53    | R53    | M2 (376 km) – Treinstation Alabaşlı            | 008 km |
| R54    | R54    | M2 (70 km) – Treinstation Ələt                 | 005 km |
| R55    | R55    | M3 (220 km) – Treinstation Masallı             | 005 km |
| R56    | R56    | M5 (17 km) – Kərimli                           | 031 km |
| R57    | R57    | M5 (46 km) – Şəki                              | 012 km |
| R58    | R58    | M5 (128 km) – Treinstation Zaqatala            | 009 km |
| R59    | R59    | M5 (150 km) – Treinstation Balakən             | 002 km |
| R60    | R60    | M6 (94 km) – İmişli                            | 007 km |
| R61    | R61    | M6 (250 km) – Zəngilan                         | 011 km |
| R62    | R62    | M7 (58 km) – Şərur                             | 004 km |
| R63    | R63    | M7 (80 km) – Sədərək                           | 008 km |
| R64    | R64    | M8 (3 km) – Babək                              | 003 km |
| R65    | R65    | M8 (44 km) – Culfa                             | 002 km |
| R66    | R66    | M8 (75 km) – Treinstation Ordubad              | 005 km |